# Lucien Gothi
Lucien Louis Gothi (né le 1er octobre 1836 à Paris 2e et mort le 10 avril 1915 à Paris 17e) est un auteur de chansons, acteur et auteur dramatique français.

## Biographie
Fils de l'acteur Laurent Gothi (1801-1873), neveu de l'acteur Prosper Gothi (1805-1885) et cousin de l'auteur dramatique Eugène Gothi, on lui doit les paroles de plus de 300 chansons sur des musiques, entre autres, d'Émile Duhem, Marc Chautagne, Paul Henrion, Achille Campisiano, Alexandre Artus, etc. ainsi que des livrets d'opérettes.
En outre, Lucien Gothi fut aussi mime et eut pour professeur Paul Legrand. Acteur du Théâtre des Délassements-Comiques (1863-1868), il travailla ensuite pour le Théâtre Déjazet.

## Carrière au théâtre
comme auteur
- 1866 : Fleur et papillon, fabliau, au théâtre des Nouveautés (25 juin)
- 1873 : La Guitare cassée, scène comique en 1 acte, musique de Bernardet, à l'Eldorado (octobre)
- 1874 : Les Escamoteurs pour rire, ou les Dévoileurs de trucs, bouffonnerie physico-magnétique en 1 acte, musique de Fast, à l'Eldorado (octobre)
- 1875 : Enlevez-moi ça !, revue de fin d'année, au théâtre Saint-Pierre (23 décembre)
- 1876 : Un Nez entre deux côtelettes, opérette en 1 acte, avec Albert de Bausset, musique d'Eugène Damaré, aux Folies-Bergère (16 décembre)
- 1877 : Une Grave affaire, opérette en 1 acte, avec Frédéric Bordier, musique de Victor Robillard, au Grand-Concert Parisien
- 1880 : L'Ecaillère et ses huîtres, opérette en 1 acte, avec Victor Courtès, musique d'André Simiot, au théâtre de la Gaîté (juillet)
- 1880 : Au bon lapin sauté, opérette-bouffe en 1 acte, musique d'Auguste de Villebichot, au théâtre de la Scala (14 août)
- 1882 : En route pour Chicago, opéra-bouffe en 1 acte, musique d'Achille Campisiano, au théâtre de Saint-Cloud (11 mars)
- 1882 : Les Ruses d'amour, opéra-comique en 1 acte, musique d'Achille Campisiano, au théâtre de Saint-Germain-en-Laye (mai)
- 1883 : La Petite Cosette et sa poupée, grande scène dramatique en vers, au Concert de l'Orangerie (26 août)
- 1885 : A fond de cale, tableau maritime musical en 1 acte, musique d'Achille Campisiano, au théâtre Déjazet (8 octobre)
- 1885 : La Fête à Gudule, opérette, tableau villageois en 1 acte, musique d'Auguste de Villebichot, au théâtre Déjazet (10 octobre)
- 1886 : Une Ecrevisse dans un bocal, folie-vaudeville en 1 acte, au théâtre Beaumarchais (13 mai)
- 1887 : Les Maris toqués, comédie-bouffe en 3 actes, avec René Gry, au théâtre Beaumarchais (janvier)
- 1888 : La Pêcheuse de Plougastel, opéra-comique en 1 acte, avec Georges Lélio, musique de Germain Laurens, à l'Ecole française de Musique et de Déclamation (14 mai)
- 1889 : Le Hareng saur, vaudeville en 1 acte, avec Gaston Marguery, aux Folies-Voltaire (16 mars)
- 1889 : Trop de zèle, comédie en 1 acte, au théâtre de Beauvais (9 juin)
- 1889 : Les Oiseaux de nuit, drame en 5 actes et 6 tableaux, avec Gaston Marguery, aux Folies-Voltaire (22 juin)
- 1889 : Une Belle-mère sur le gril, comédie-bouffe en 4 actes, avec Gaston Marguery, aux Folies-Voltaire (13 juillet)
- 1889 : Bouder contre son ventre, comédie en 1 acte, avec Gaston Marguery, aux Folies-Voltaire (13 juillet)
- 1889 : Les Jockeys improvisés, vaudeville en 1 acte, au Concert de l'Epoque (7 décembre)
- 1890 : Dans les vignes, comédie en 1 acte, avec Gaston Marguery, au théâtre Forain de Saint-Etienne (30 juin)
- 1891 : Epoque fin-de-siècle, revue en 1 acte avec Albert Pajol, au Concert de l'Epoque (13 février)
- 1891 : La Fille du roi Cornaro, féerie en 3 actes, au théâtre Cocherie de Rouen (7 novembre)
- 1891 : Les Bohêmes de l'amour, opéra-comique en 3 actes, avec Eugène Garrot, musique de Louis Raynal, au théâtre des Menus-Plaisirs (27 novembre)
- 1892 : Les Filles de Cadet-Roussel, opérette en 1 acte, musique de Jean Brus, au théâtre Saint-Germain (27 janvier)
- 1892 : Les Aventures de M. Mayeux, pantomime, avec Ernest Martin, au Nouveau-Cirque (mars)
- 1893 : Les Dindons de la farce, comédie-bouffe en 1 acte, à la Gaîté-Rochechouart (7 avril)
- 1893 : L'Hypnotiseur par amour !, opérette-bouffe en 1 acte, livret et musique de Lucien Gothi, avec Jean Rougeron
- 1894 : Le Coucher de Lagripette, pantomime, musique d'Henri Neuzillet (juillet)
- 1896 : Méphisto ou les sept péchés capitaux, pantomime à grand spectacle, avec Alexandre de Neuilly (mars)
- 1901 : Le Moulin de Driette, comédie en 1 acte, musique d'Ernest Doloire, au Divan japonais (24 mai)
- 1910 : Royal-Trompette, ou Droit au feu et à la chandelle, opérette Louis XV en 1 acte, musique de Georges Palicot, au théâtre Grévin (juillet).

comme acteur
- 1866 : Le Gamin de Paris, vaudeville en 2 actes de Jean-François Bayard et Louis-Émile Vanderburch, au théâtre des Nouveautés (mai) : le père Bizot[4]
- 1866 : A qui la veuve ?, vaudeville en 1 acte de Léon Marcy, au théâtre des Nouveautés (mai) : Claude
- 1867 : L'Associé de Crampon, vaudeville en 1 acte d'Henri Avocat, musique de Léon Fossey, au théâtre Lafayette (29 juin) : Rodrigue, le peintre
- 1867 : L'Honneur de l'ouvrier, drame en 3 actes de Jules Dornay et Maurice Coste, au théâtre Lafayette (novembre) : Fauvelet
- 1869 : La Comédie de la vie, pièce en 5 actes d'Édouard Brisebarre, au théâtre Déjazet (avril)
- 1869 : Les Conteurs d'histoires, pièce en 4 actes mêlée de chants, d'Auguste Villiers et Henri Auger de Beaulieu, au théâtre Déjazet (juillet) : Lagriffe / Isaac
- 1878 : L'Idole, drame en 4 actes d'Henri Crisafulli et Léopold Stapleaux, au théâtre des Arts (26 août) : de Formerose
- 1880 : Madame Grégoire, vaudeville en 3 actes de Paul Burani et Maurice Ordonneau, musique d'Anatole Okolowicz, au théâtre des Arts (août)
- 1881 : Les Poupées de l'Infante, opéra-comique en 3 actes d'Henry Bocage et Armand Liorat, musique de Charles Grisart, aux Folies-Dramatiques (9 avril): Perolski
- 1881 : Milord, comédie en 1 acte de Daniel, au théâtre des Folies-Dramatiques (9 avril) : Milord
- 1882 : Boccace, opéra-comique en 3 actes de Franz von Suppé, livret français d'Henri Chivot et Alfred Duru, aux Folies-Dramatiques (29 mars) : Quiquibio
- 1883 : La Fille de madame Angot, opéra-comique en 3 actes de Charles Lecocq, livret de Clairville, Paul Siraudin et Victor Koning, aux Folies-Dramatiques (mai) : Cadet
- 1885 : La Mille et deuxième nuit, opéra-bouffe en 3 actes de Paul Burani et Pierre Richard, musique de Lucien Poujade, au théâtre du Château-d'Eau (4 juillet) : Giafar